# زمردی دم‌آبی
زمردی دم‌آبی (نام علمی: Chlorostilbon mellisugus) نام یک گونه از سرده زمردی‌ها است.